# ラプテフ海

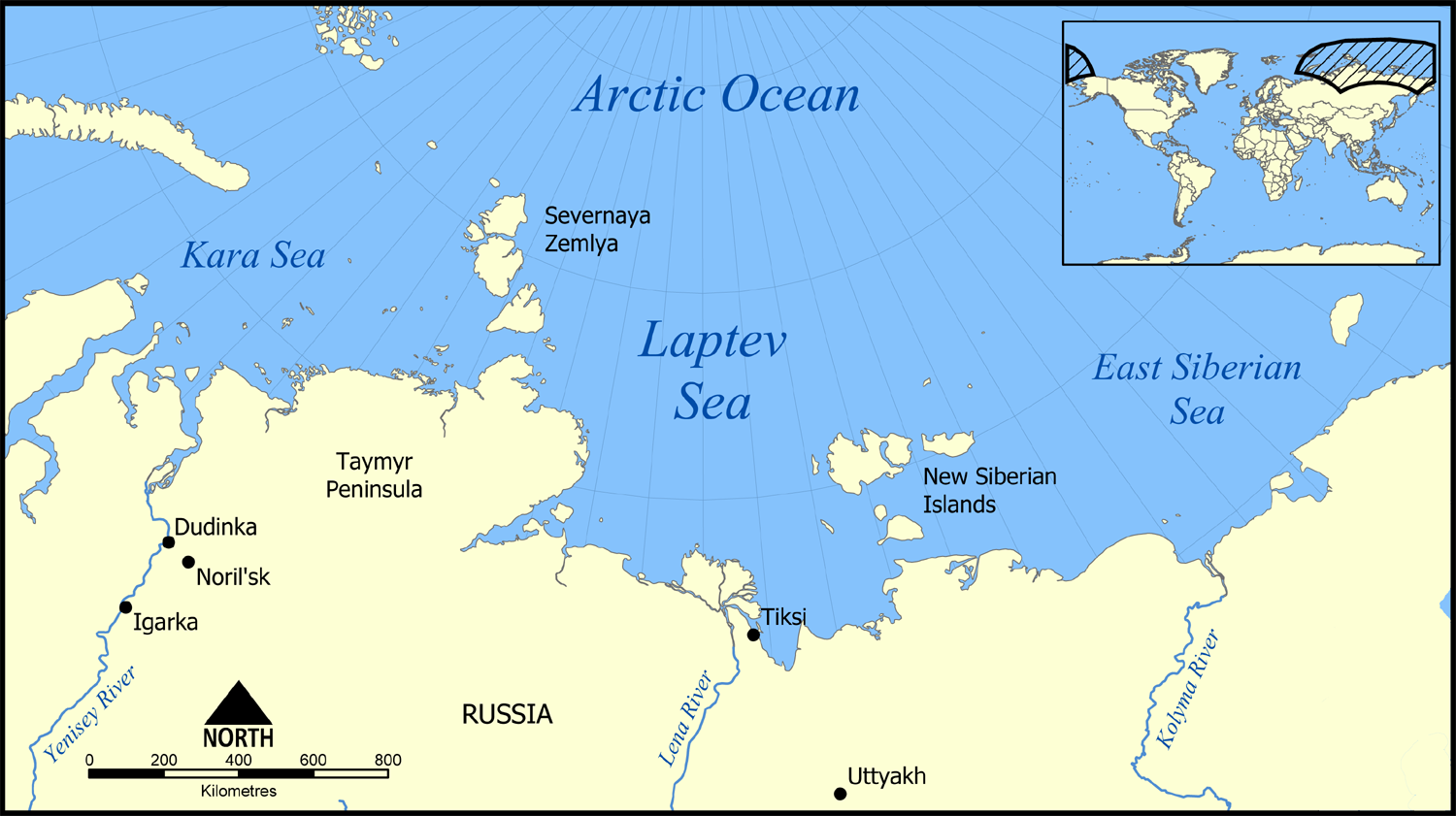
地図

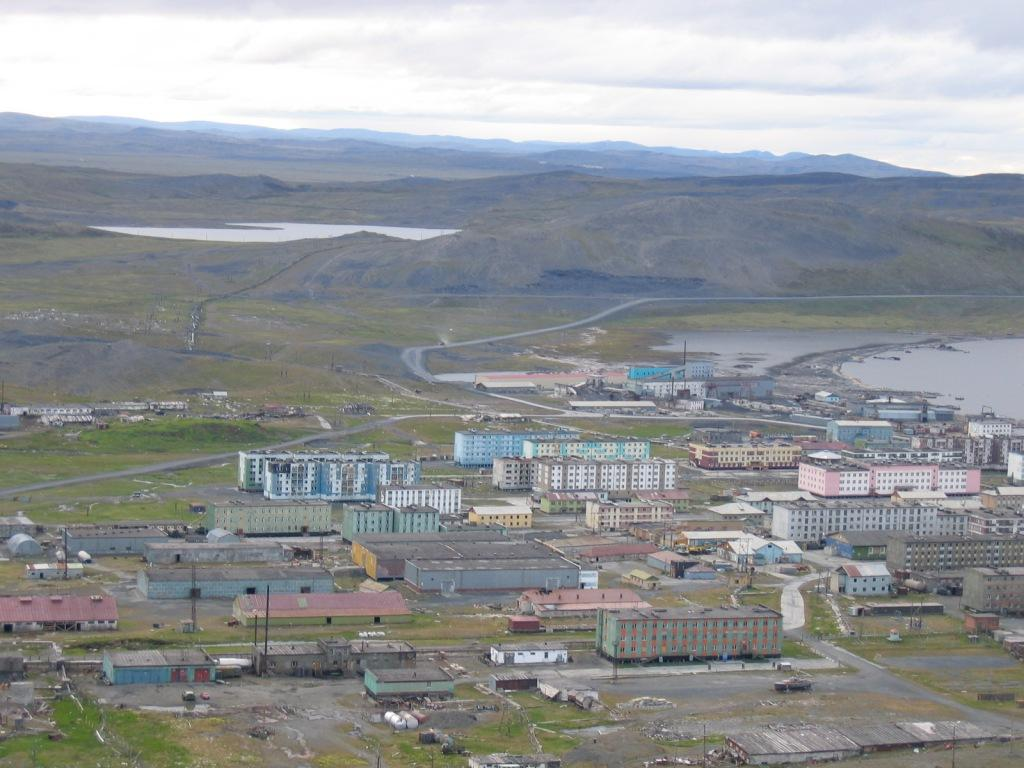
レナ河口に近いティクシ（Tiksi）、2007年

ラプテフ海（ラプテフかい、ロシア語:мо́ре Ла́птевых、サハ語:Лаптевтар байҕаллара、英語:Laptev Sea）は、北極海の一部でロシアのシベリア、タイミル半島、セヴェルナヤ・ゼムリャ諸島およびノヴォシビルスク諸島に囲まれた海。西はカラ海、東は東シベリア海とつながっている。面積は約672,000 km2。
古くはアドルフ・エリク・ノルデンショルドの名をとってノルデンショルド海（露: мо́ре Норденшельда）と呼ばれていたがロシアの探検家ドミトリー・ヤコヴレヴィッチ・ラプテフとハリトン・プロコフィエヴィッチ・ラプテフの名を取って改名された。西シベリア海とも呼ばれることがある。
8・9月のみ航行可能。水深が浅く平均50mで、北緯76度以南は25mである。9・10月に結氷し始め、5・6月に解氷が始まる。海氷の厚さは2mに達する。ただし、近年の北極海は8-9月を中心に海氷面積が激減しており、その厚さも薄くなっている。そのため、この状況が続けば航行可能期間が長くなると予想されている。北極圏第1の河川エニセイ川に次ぐレナ川が注ぎ、堆積物が巨大な三角州（デルタ）をつくっている。